# Луки (Новгородская область)
Луки — деревня в Шимском районе Новгородской области в составе Подгощского сельского поселения.

## География
Находится в западной части Новгородской области на расстоянии приблизительно 6 км на юг-юго-восток по прямой от районного центра поселка Шимск.

## История
Была отмечена на карте 1797 года. На карте 1840 года была обозначена как поселение с 20 дворами. В 1909 году здесь (деревня Старорусского уезда Новгородской губернии) было учтено 26 дворов.

## Население
Численность населения: 132 человека (1909 год), 12 (русские 100 %) в 2002 году, 9 в 2010.